# Арчері
Печера Арчері (дослівний переклад — «ведмежа») — це одна з найбільших карстових печер у Вірменії. Печера розташована у марзі (області) Вайоц-Дзор.
Взагалі, у Вірменії досить багато печер, так у Вайкському районі знаходиться велика і дуже красива печера Арчері (Ведмежа). Це одна з найбільших карстових печер Вірменії. Вона унікальна ще й тим, що має гідротермальне походження. Її зведення теж покриває багато красивих кристалів кальциту. Довжина цієї чудової печери більше трьох кілометрів. Сталактити і сталагміти тут дуже химерної форми і кольору. Пліток, то вони утворюють фантастичні скульптурні композиції, за спадають кам'яним водоспадом, то розкроюється у формі кам'яних квітів. Навіть з фотографій це справляє фантастичне враження. Багато у Вірменії і так званих вулканічних печер, які ховаються в пухких туфах. Розташування їх дуже зручне, що дозволило людям створювати тут цілі монастирі і житлові селища (наприклад, монастир Гегард).